# Calocheiridius elegans
Calocheiridius elegans es una especie de arácnido del orden Pseudoscorpionida de la familia Olpiidae. Presenta las subespecies Calocheiridius elegans elegans y Calocheiridius elegans pallens.

## Distribución geográfica
Se encuentra en la India.